# Bien de famille insaisissable
En droit français, un bien de famille insaisissable était un bien immeuble ne pouvant être saisi, sauf exceptions, et qui était affecté à une seule famille.
Régime créé en 1909, il fut supprimé par une loi de 2011 avec application pour 2013.

## Description

### Conditions
Pour relever de ce régime, un bien devait remplir les conditions suivantes :
- Constitué d'un immeuble par nature ou destination, soit une habitation, un atelier ou un champ, ainsi que les accessoires tels que bétail ou outillage, non soumis à l'indivision et dont la valeur ne pouvait dépasser un seuil fixé, avant abolition du régime, à 7 622,45 €, bien qu'un tel bien ne puisse perdre son statut de par son appréciation ultérieure[Droit 1],[Droit 2]
- Être non soumis à une hypothèque ou à un privilège légal antérieur à la constitution et inscrite durant le délai de déclaration de deux mois [Droit 3],[Droit 4],[Droit 5]

La famille du requérant ne pouvait avoir déjà un bien de famille.
La constitution devait se faire par déclaration faite devant notaire, par testament ou par donation; durant deux mois l'acte de constitution devait être affiché au tribunal d'instance et à la mairie dont le bien était dans le ressort, afin que d'éventuels créanciers puissent poser opposition ou inscrire leur créances.

### Régime
Un bien de famille ne pouvait être saisi, même pour cause de faillite, à part pour les créanciers ayant enregistré leur créances dans le délai de constitution, mais les fruits pouvaient être saisis pour dettes alimentaires, issues d'un procès criminel ou pour payer des primes d'assurance contre l'incendie; le propriétaire ne peut renoncer à insaisissabilité du bien.
Cependant un tel bien pourra être soumis à expropriation, et des dispositions spécifiques protègent les mineurs si un de leurs parents est mort.
Les indemnités d'assurance ou d'expropriation doivent être investies à la Caisse des dépôts et consignations pour la reconstitution du bien, et est insaisissable pendant un an à l'exception des cas prévus à l'art. 10, d'autre part l'épouse pourra demander que l'indemnité soit investie en immeubles ou obligations d’État, à concurrence du seuil fixé pour la constitution d'un bien de famille,,.
L'aliénation d'un bien de famille était possible sur autorisation de l'épouse ou du conseil de famille.

## Histoire légale

### Contexte
Lors de la création du texte, à la fin du XIXe siècle, un fort exode rural était en cours, ainsi qu'une crise agraire, causé par l'endettement important des agriculteurs pour financer la modernisation de leurs exploitations, à la concurrence des "pays neufs" tels que l'Australie et la Nouvelle-Zélande ainsi qu'au morcellement important causé par les dispositions du Code Napoléon, morcellement auquel fut imputé la faiblesse démographique française,.
Le désir de se concilier l'électorat rural intervint dans les calculs des différents partis: les républicains modérés souhaitaient se défendre d'une accusation d’être "socialistes-collectivistes", les socialistes, beaucoup moins fidèles à la révolution industrielle, à la différence des travaillistes anglais ou des sociaux-démocrates allemands, proposaient, par l'intermédiaire des guesdistes, lors du congrès de Marseille de 1893, un "programme agricole" beaucoup moins destiné aux prolétariat agricole qu'aux petits propriétaires, tandis que Jean Jaurès admettait l'existence d'exploitations familiales à côté de la propriété collective; les radicaux, qui voient leurs bastions se déplacer des centres urbains aux campagnes, s’intéressent de plus en plus aux questions rurales, comme en témoigne le fait que Camille Sabatier dirige la Ligue pour la petite propriété.
Du côté conservateur, ceux qui, tels Frédéric Le Play, attaquaient les règles de partage successorales issues du Code civil et exaltaient la "famille-souche", où l'ainé reste auprès de ses parents et reçoit intégralement la succession, pouvaient être fort bien disposés à l'égard d'un concept qui pourrait constituer un "cheval de Troie"; d'autre part, l'encyclique Au milieu des sollicitudes fit naitre une démocratie chrétienne en France, qui s'est intéressée, à l'égal de l'abbé Lemire, fondateur de la Ligue française du coin de terre et du foyer, au sort ainsi qu'à la préservation des petits propriétaires ruraux, mouvement parallèle à celui sur les habitations à bon marché,.

### Évolution
La constitution de biens de famille fut moins importante que prévu : sur 4 millions de petites exploitations, seules 158 étaient sous ce régime en 1914; cela est dû à la conjoncture économique favorable, qui réduisit le nombre de ventes sur saisies immobilières.
Un décret de décembre 1922 institua le Conseil de la petite propriété rurale, qui devait être créé d'après la loi portant création des biens de familleEn 1928, afin de tenir compte de la stabilité du franc ainsi que d'harmoniser le seuil avec d'autres dispositions portant sur la petite propriété, le plafond de constitution est porté à 40 000 F.
Ce dispositif est étendu aux artisans en février 1931; en 1936 ces biens échappent aux droits de mutation.
La modification la plus radicale intervient en 1938, lorsqu'un décret-loi porte le seuil à 120 000 F et autorise la constitution de biens de familles constitués uniquement de terres.
Cette même année, trois jours après le décret-loi du 14 juin 1938, et par une volonté plus ou moins consciente de promouvoir le droit de propriété dit "de droit commun", il fut promulgué que l'héritier pouvait demander la prolongation de l'indivision pour cinq années supplémentaires s'il y a des mineurs dans la succession ou bien se faire attribuer la totalité de l'exploitation s'il y habite.
En 1953 le plafond passa de 1 000 000 AF à 5 000 000 AF. 
Des sénateurs tentèrent vainement d'augmenter le plafond à 800 000 F,. 

#### Outre-Mer
La loi de juillet 1909 est étendue à certains territoires français: la Nouvelle-Calédonie en bénéficie en 1912, suivie en 1922 par les Antilles et La Réunion grâce à la diligence d'Albert Sarraut, qui, en 1933, fit également bénéficier ces territoires du nouveau plafond de 1928.

### Suppression
Ce dispositif fut supprimé en 2011, avec application en 2013 dû au constat fait en 2011 d'un faible succès ainsi que de l'existence d'autres dispositifs répondant aux mêmes besoins.